# George Garrard
George Garrard  (1760 – 1826) foi um pintor e escultor inglês, aprendiz de Sawrey Gilpin e aluno na Royal Academy School, em Londres, a partir de 1778. Garrard nasceu em uma família de muitos artistas, cuja árvore genealógica remonta a Marcus Gheeraerts o Jovem (c. 1561/62–1636) e tornou-se um célebre pintor de animais, especialmente de cavalos e cães. Casou-se com  Matilda Gilpin, filha mais velha de seu tutor, Sawrey Gilpin.